# Атол (Айдахо)
Ато́л (англ. Athol) — місто в окрузі Кутенай, штат Айдахо, США. Згідно з переписом 2010 року населення становило 692 особи, що на 16 осіб більше, ніж 2000 року.

## Географія
Атол розташований за координатами 47°56′41″ пн. ш. 116°42′28″ зх. д. / 47.94472° пн. ш. 116.70778° зх. д. (47.944594, -116.707904). За даними Бюро перепису населення США в 2010 році місто мало площу 2,03 км², уся площа — суходіл.

## Демографія

### Перепис 2010 року
За даними перепису 2010 року, у місті проживало 692 осіб у 282 домогосподарствах у складі 176 родин. Густота населення становила 338,2 ос./км². Було 305 помешкань, середня густота яких становила 149,1/км². Расовий склад міста: 97,0 % білих, 0,9 % індіанців, and 2,2 % людей, які зараховують себе до двох або більше рас. Іспанці та латиноамериканці незалежно від раси становили 0,3 % населення.
Із 282 домогосподарств 29,4 % мали дітей віком до 18 років, які жили з батьками; 47,9 % були подружжями, які жили разом; 8,9 % мали господиню без чоловіка; 5,7 % мали господаря без дружини і 37,6 % не були родинами. 28,0 % домогосподарств складалися з однієї особи, у тому числі 10,3 % віком 65 і більше років. У середньому на домогосподарство припадало 2,45 мешканця, а середній розмір родини становив 3,05 особи.
Середній вік жителів міста становив 41,8 року. Із них 23,7 % були віком до 18 років; 6,7 % — від 18 до 24; 23,2 % від 25 до 44; 30,8 % від 45 до 64 і 15,6 % — 65 років або старші. Статевий склад населення: 52,2 % — чоловіки і 47,8 % — жінки.
Середній дохід на одне домашнє господарство становив 46 543 долари США (медіана — 37 880), а середній дохід на одну сім'ю — 46 125 доларів (медіана — 37 880). Медіана доходів становила 35 750 доларів для чоловіків та 30 000 доларів для жінок. За межею бідності перебувало 15,3 % осіб, у тому числі 20,1 % дітей у віці до 18 років та 5,0 % осіб у віці 65 років та старших.
Цивільне працевлаштоване населення становило 325 осіб. Основні галузі зайнятості: будівництво — 17,5 %, мистецтво, розваги та відпочинок — 16,0 %, виробництво — 13,8 %.

### Перепис 2000 року
Середній дохід домогосподарств у місті становив $30 595, родин — $31 875. Середній дохід чоловіків становив $28 438 проти $17 813 у жінок. Дохід на душу населення в місті був $13 632. Приблизно 11,0 % родин і 14,5 % населення перебували за межею бідності, включаючи 10,3 % віком до 18 років і 23,7 % від 65 і старших.